# Norberto Raffo
Norberto Raffo (27 aprile 1939 – Avellaneda, 16 dicembre 2008) è stato un allenatore di calcio e calciatore argentino, di ruolo attaccante.
Vince il titolo argentino 1960 con l'Independiente e in seguito si afferma come uno dei migliori attaccanti del continente, vincendo la Libertadores 1967 da protagonista col Racing. Nella manifestazione internazionale, mette a referto 14 marcature, una nella finale vinta 2-1 sul Nacional. Tre mesi più tardi, vince anche l'Intercontinentale contro i campioni d'Europa del Celtic, segnando nella seconda finale contro gli scozzesi.

## Palmarès

### Club

#### Competizioni nazionali
- Campionato argentino: 1

Independiente: 1960
- Primera B Nacional: 2

Banfield: 1962
Lanús: 1971

#### Competizioni internazionali
- Coppa Libertadores: 1

Racing: 1967
- Coppa Intercontinentale: 1

Racing: 1967

### Individuale
- Capocannoniere del Sudamericano U-20: 1

Cile 1958 (5 gol)
- Capocannoniere della Coppa Libertadores: 1

1967 (14 gol)